# Drumlersi
Drumlersi – polski zespół folk-beatowy założony w styczniu 1968 roku.
Zespół próbował wprowadzić do polskiej muzyki bigbitowej brzmienie średniowiecznej liry korbowej oraz drumli.

## Historia
Drumlersi powstali z inicjatywy Jerzego Kosińskiego (menedżer Czerwono Czarnych), kompozytora Marka Sarta (wł. Jana Szczepańskiego) i poety Ernesta Brylla, którzy latem 1967 roku postanowili zorganizować nową formacje beatową, nawiązującą do tradycji polskiej muzyki ludowej. 
Poszukiwania trwały kilka miesięcy. Spośród laureatów Gitariad oraz innych młodzieżowych przeglądów muzycznych wyłoniono sporą grupę młodzieży, którą zaproszono na zgrupowanie do Żelazna koło Kłodzka. 
Spośród 60 wykonawców wybrano kilku absolwentów średnich szkół muzycznych, którzy mieli tworzyć trzon przyszłego ansamblu.
Grupa zadebiutowała w marcu 1968 roku w programie Telewizyjna Giełda Piosenki. Wykonała tam kompozycję Wymyśliłam nas i utwór oparty na motywach ludowych Od kochania nikt nie umarł. 
W pierwszym składzie zespołu znaleźli się następujący muzycy:
- Sonia Sulin (śpiew)
- Anita Bem (wł. Teresa Czekańska, śpiew)
- Tadeusz Prokop (śpiew, gitara)
- Zbigniew Wrzos (gitara)
- Andrzej Mikołajczak (organy, lider)
- Leszek Muth (gitara basowa)
- Piotr Milewski (perkusja)

W późniejszym okresie do zespołu dołączyli: Andrzej Ibek (organy), Aleksander Michalski (saksofon tenorowy), Marian Napieralski (trąbka) i Hubert Szymczyński (puzon).
Drumlersi udanie zaprezentowali się podczas II Musicoramy. 27 kwietnia 1968 roku formacja wystąpiła w audycji telewizyjnej Drumlersi prowadzonej przez Witolda Pogranicznego i Wojciecha Siemiona, gdzie przedstawiła program muzyczny pt. Chłopcy z naszych stron. 
W maju tegoż roku grupa odbyła tournée po kraju, a w czerwcu wspólnie z Wojciech Skowrońskiego wzięła udział w koncercie Pieśń i piosenka jazzowa na VI KFPP w Opolu. 
Latem 1968 r. zespół, będąc pod patronatem Estrady Białostockiej, wziął udział w realizacji muzyki do filmu Przygoda z piosenką (reż. Stanisław Bareja). Piosenka Osiołkowi w żłoby dano znalazła się na EPce zatytułowanej Piosenki z filmu "Przygoda z piosenką". 
Był także gospodarzem pierwszej imprezy z cyklu Non Stop, zorganizowanej przez Kosińskiego w Kołobrzegu. Z końcem lata Szymczyński i Mikołajczak odeszli do Polan natomiast Drumlersi w składzie poszerzonym o wokalistę Jerzego Gorzyckiego, we wrześniu odbyli kolejną trasę koncertową po kraju. 
9 listopada jeszcze wystąpili w I Festiwalu Pieśni Zaangażowanej w Zabrzu i z końcem roku zakończyli działalność.

## Dyskografia

### Kompilacje
- 1968 – Piosenki z filmu "Przygoda z piosenką": Osiołkowi w żłoby dano (LP Polskie Nagrania „Muza” – N-0550)

- 1992 – Złote lata polskiego beatu 1968 vol. 2: Cwaniara (MC Polskie Nagrania „Muza” – SX 3054)

- 1992 – Złote lata polskiego beatu 1968 vol. 2: Cwaniara (MC Polskie Nagrania „Muza” – CK 1243)

### Nagrania radiowe
1968: Wymyśliłam nas (voc. S. Sulin), Napisz kilka słów (voc. S. Sulin); Co ma piernik do wiatraka (voc. S. Sulin), Chłopcy z naszych stron (voc. S. Sulin), Osiołkowi w żłoby dano (voc. S. Sulin), Cwaniara (voc. S. Sulin), Od kochania nikt nie umarł (voc. A. Bem), Mój wujaszek Walenty (voc. T. Prokop), Rydwan, Beat-sztajer, Preludium c-moll F. Chopina (instr.), Skrzydła wiatraka (instr.)

## Najważniejsze piosenki
- Cwaniara
- Osiołkowi w żłoby dano
- Wymyśliłam nas